# Баржол
Баржол (фр. Barjols) насеље је и општина у Француској у региону Прованса-Алпи-Азурна обала, у департману Вар која припада префектури Брињол.
По подацима из 2011. године у општини је живело 3.069 становника, а густина насељености је износила 102,1 становника/km². Општина се простире на површини од 30,06 km². Налази се на средњој надморској висини од 259 метара (максималној 473 m, а минималној 183 m).

## Демографија
| 1962. | 1968. | 1975. | 1982. | 1990. | 1999. | 2011. |
| ----- | ----- | ----- | ----- | ----- | ----- | ----- |
| 2.072 | 2.150 | 2.092 | 2.016 | 2.166 | 2.414 | 3.069 |

График промене броја становника у току последњих година